# Лебедева, Зоя Михайловна
Зоя Михайловна Лебедева (урождённая Туктарева, род. 3 июля 1957, Малопургинский район, Удмуртская АССР) — советская и российская художница-флористка. Член союза художников России с 1996 года, член союза художников Тарту с 2018 года. Является автором техники плетения панно из растений и трав (флор-текстиль).

## Биография
Зоя Михайловна родилась 3 июля 1957 года в деревне Егорово Малопургинского района Удмуртии в семье учителей, в 1959 году переехала в Бураново.
С 1964 по 1974 год училась в Бурановской средней школе. С 1974 по 1975 год работала на Ижевском редукторном заводе копировщицей и на фабрике художественных товаров местной промышленности Удмуртии. С сентября 1975 по июнь 1980 года училась в Московском художественно-промышленном училище им. М. И. Калинина.
С 1981 года по 1990 год работала в художественном фонде Удмуртии при союзе художников России. С 1990 года по 1991 год работала в училище культуры преподавателем композиции текстиля. С 1992 года периодически работала в центре ремёсел при Министерстве культуры Удмуртии, в Национальном музее Удмуртии, в частной фирме по обучению ремёслам, в гуманитарном лицее № 44 преподавателем дополнительного образования. В Малой Пурге работала инструктором по туризму, в Бурановском СДК. В 1990-х годах создала авторскую технологию ткачества с использованием мотивов национального искусства.
С 2015 года проживает в Эстонии. С 2018 года живёт в Тарту. В 2024 году окончила отделение славистики Тартуского университета (диплом бакалавра гуманитарных наук). 
Зоя Михайловна является односельчанкой и фрондой известного коллектива «Бурановские бабушки», но не создателем ансамбля, как указывают другие источники. По её словам, создателем коллектива является Ксения Рубцова, сама Зоя Михайловна является инициатором активного использования удмуртских песен в репертуаре местного ансамбля, на базе которого позднее образовался музыкальный проект «Бурановские бабушки».
Основные художественные техники — флор-текстиль, графика на мелованной бумаге, картон-станок, лоскутное шитье, кустарные куклы, ручное шитье, живопись из трех красок (чёрный, белый, красный), народные и авторские способы изготовления поясов и т. д..
Несколько её работ находятся в собрании музея современного искусства Эрарта. Также работы Зои Михайловны находятся в частных коллекциях Швеции, США, Греции.

### Творческая деятельность
Первая персональная выставка состоялась в 1996 году в центре ремесел в г. Ижевске «Текстиль — Зоя»; в 1997 году там же, а также в нескольких районных центрах ремесел Удмуртии проходила выставка «Сувенир от Зои». В 1999 году — «Мастерская — Зоя».
В 2006 году состоялась выставка «Текст и текстиль» (Центр современного искусства им. Латфуллина), в 2012 году — персональная выставка «Картонная правда», «50+» (50 сумок в технике ручного ткачества), «Строматы» (коврики для духовной практики, выполненные в лоскутной технике и технике ручного ткачества).
В 2015 году состоялась персональная выставка «Вести от Набры» (платья, шапки, флор-текстиль, живопись). В 2018 году — персональная выставка в Доме художников Тарту «Вайду Видил подарил краски». С марта 2020 года открыла музей-квартирник «Быть нужным», посвященный мужу Вайду Видилу.
В 2020 году состоялась персональная выставка «Вайду Видил подарил бумагу», также приняла участие в выставке «Красивая ночь всех людей» с художественным объектом «Сплетня до небес» в рамках Триенале «Гараж» (Москва).

### Фильмография
- 1987 — участие в документальном фильме Майи Веретенниковой и Владислава Матвеева «Мое нечерноземье».
- 2017 — главная героиня документального фильма «Кинжодух» эстонского кинодокументалиста Вайду Видила.